# Cotoneaster dammeri
Cotoneaster dammeri C.K.Schneid, 1906 è una pianta appartenente alla famiglia delle Rosacee.

## Descrizione
È un arbusto con portamento prostrato che si sviluppa tra 30–45 cm in altezza per 1,8 metri di larghezza.
Possiede piccole foglie ovali sempreverdi, talvolta decidue, e produce pomi verdi che diventano rossi in autunno, persistenti durante tutto l'inverno. I fiori appaiono in primavera e sono di colore bianco.

## Distribuzione e habitat
Questa specie, originaria della Cina centrale, è naturalizzata in molte parti del pianeta.

## Usi
È comunemente coltivato in parchi e giardini come copertura o bordura.